# Mortal Kombat: Deadly Alliance
Mortal Kombat: Deadly Alliance – komputerowa bijatyka, wyprodukowana i wydana przez firmę Midway. Jest chronologicznie piątą częścią serii gier Mortal Kombat. Została wydana na platformy Xbox, PlayStation 2, GameCube i Game Boy Advance w 2002 roku. W 2003 roku na Game Boy Advance ukazała się jej konwersja pod tytułem Mortal Kombat: Tournament Edition.